# The Dig (film fra 2021)
The Dig er en britisk dramafilm fra 2021 instrueret af Simon Stone, baseret på den historiske roman roman af samme navn af John Preston, der omhandler begivenhederne i 1939 under udgravningen af Sutton Hoo i Suffolk, England. De medvirkende tæller Carey Mulligan, Ralph Fiennes, Lily James, Johnny Flynn, Ben Chaplin, Ken Stott, Archie Barnes og Monica Dolan.
Den havde begrænset premiere i udvalgte biografer d. 14. januar 2021 efterfulgt af premiere på streamingtjenesten Netflix d 29. januar 2021. Filmen modtog gode anmeldelser og den blev nomineret til fem British Academy Film Awards, inklusive en for Outstanding British Film.

## Medvirkende
- Carey Mulligan som Edith Pretty
- Ralph Fiennes som Basil Brown
- Lily James som Peggy Piggott
- Johnny Flynn som Rory Lomax
- Ben Chaplin som Stuart Piggott
- Ken Stott asom s Charles Phillips
- Archie Barnes som Robert Pretty
- Monica Dolan som May Brown
- Eamon Farren som John Brailsford

## Eksterne Henvisninger
- The Dig på Internet Movie Database (engelsk)
- The Dig i Svensk Filmdatabas (svensk)
- The Dig på AlloCiné (fransk)
- The Dig på MovieMeter (nederlandsk)
- The Dig på AllMovie (engelsk)
- The Dig på The Movie Database (engelsk)
- The Dig på Rotten Tomatoes (engelsk)
- The Dig på Metacritic (engelsk)
- The Dig på Filmaffinity (engelsk)
- The Dig på Netflix (engelsk)